# Conostylis aculeata
Conostylis aculeata là một loài thực vật có hoa trong họ Huyết bì thảo. Loài này được R.Br. mô tả khoa học đầu tiên năm 1810.

## Hình ảnh

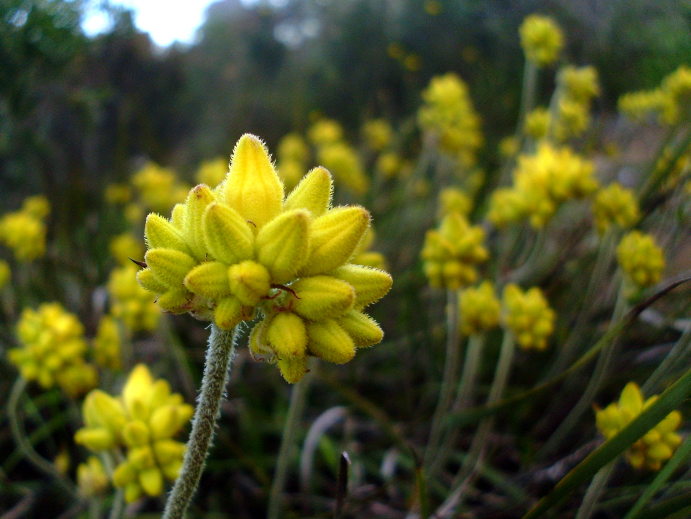